# Phthiracarus australis
Phthiracarus australis är en kvalsterart som först beskrevs av Aoki 1980.  Phthiracarus australis ingår i släktet Phthiracarus och familjen Phthiracaridae. Inga underarter finns listade i Catalogue of Life.